# Huta szkła

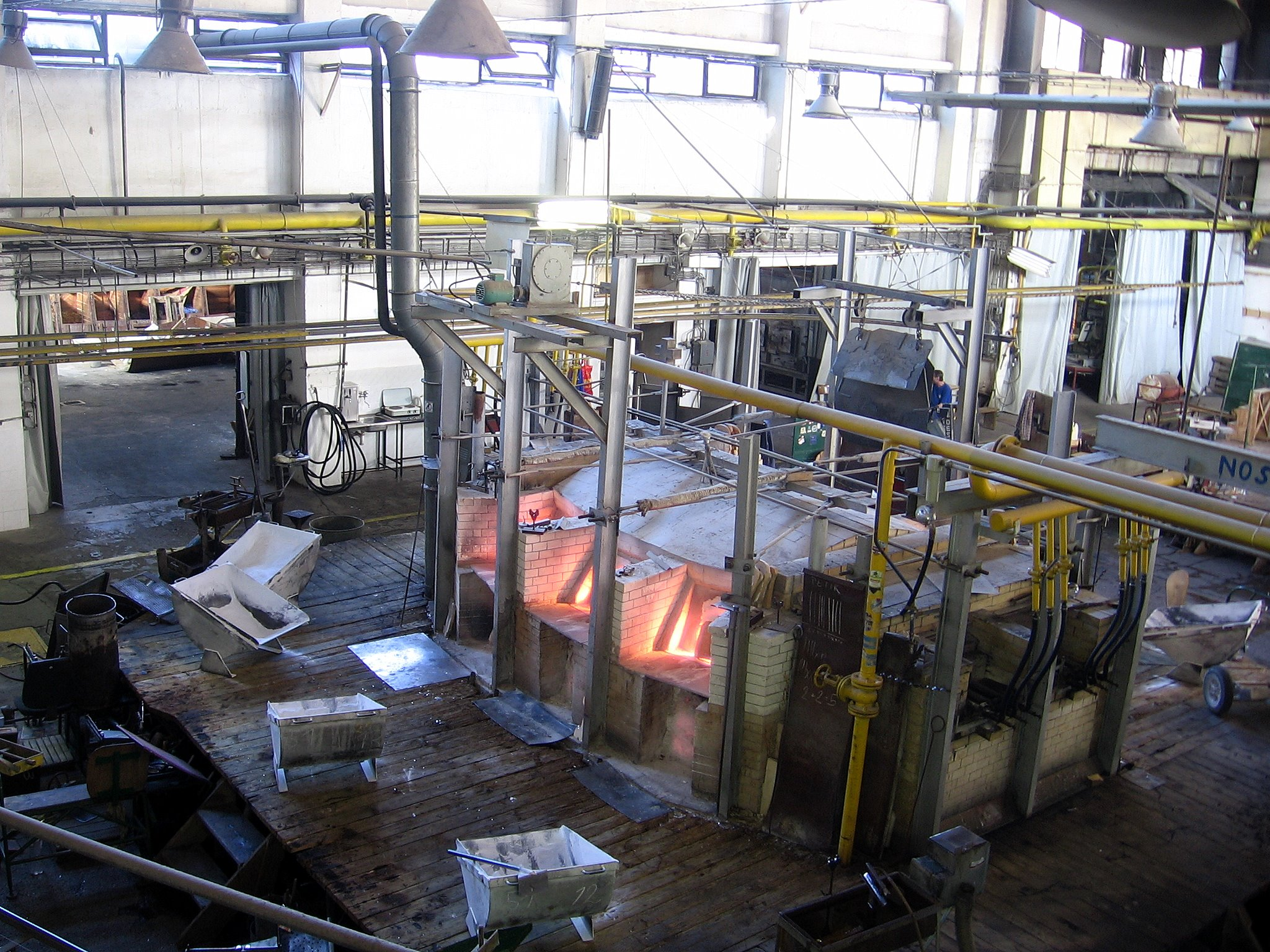
Wnętrze huty szkła w Harrachovie, założonej w 1712

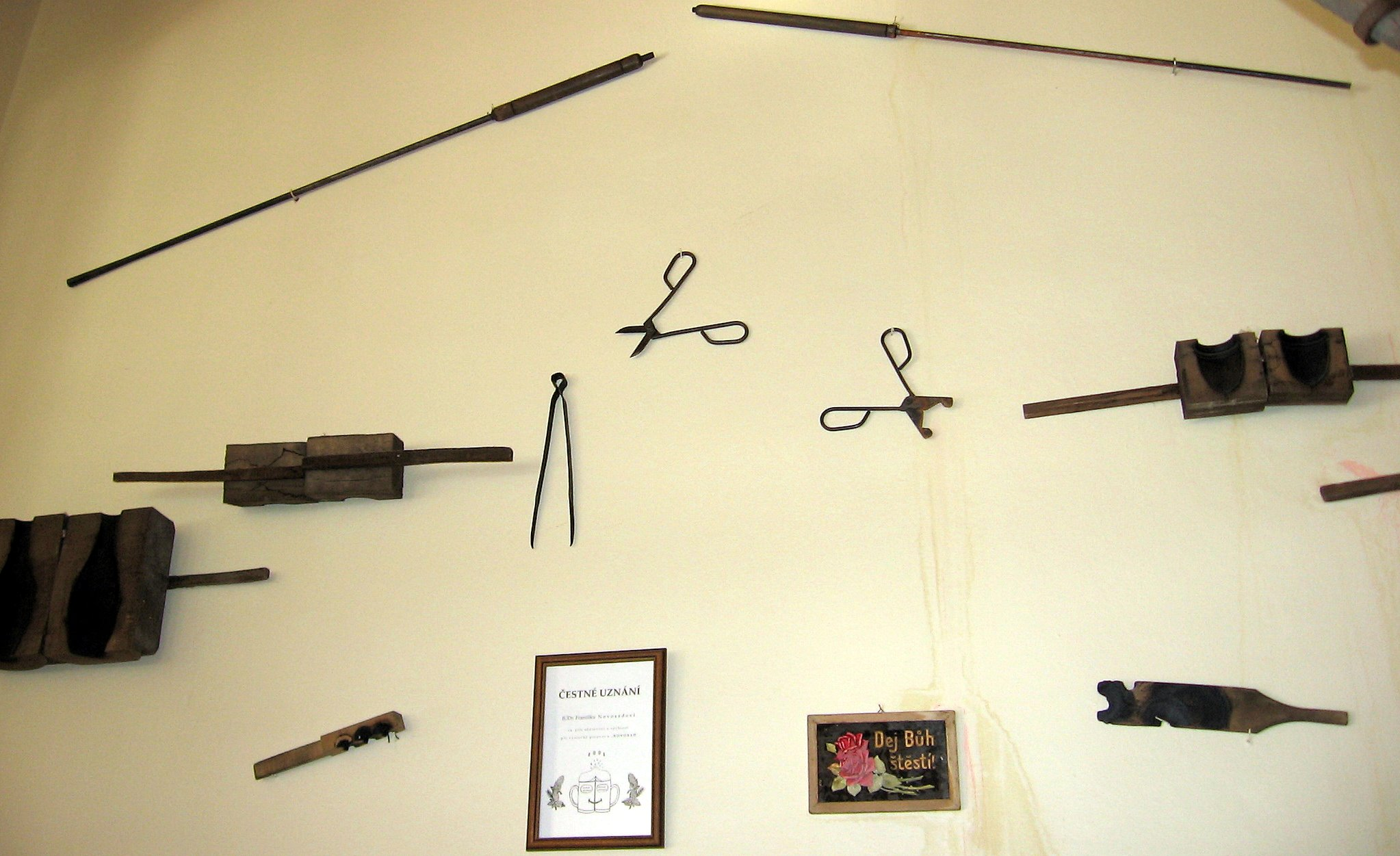
Prezentacja zabytkowych narzędzi szklarzy w hucie szkła w Harrachovie

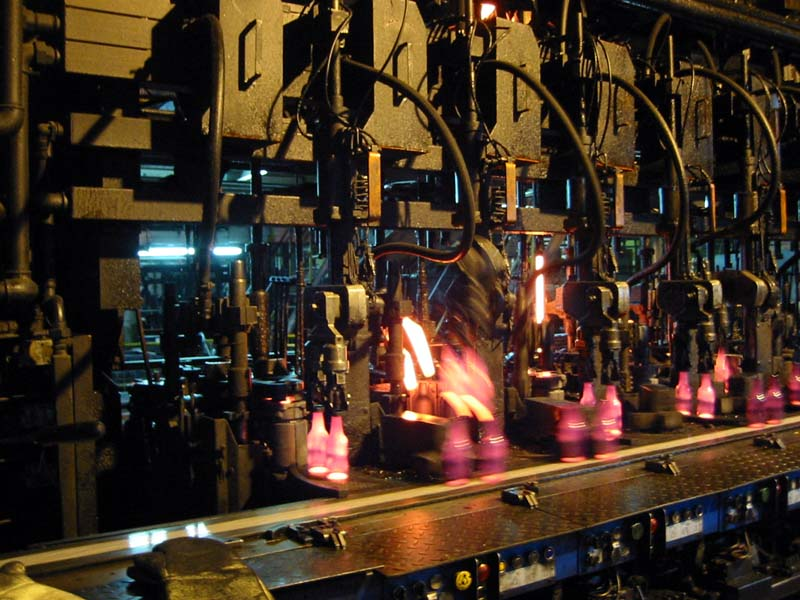
Współczesna huta szkła – produkcja butelek

Huta szkła – zakład przemysłowy zajmujący się produkcją wyrobów szklanych.

## Produkcja rzemieślnicza
Pierwsze wyroby z materiałów podobnych do współcześnie znanego szkła wytwarzano w różnych miejscach na świecie, m.in. w Fenicji już w III tysiącleciu p.n.e., przez wlewanie roztopionego szkła do form. Technika ta upowszechniła się w Egipcie, a około V wieku p.n.e. także w Grecji. Technikę wydmuchiwania szkła z kęsa stopionego szkła zaczerpniętego z pieca szklarskiego opracowano około I wieku p.n.e., w tym też czasie powstały pierwsze warsztaty szklarskie, w których wykorzystywano tę technologię.
Przez następne wieki udoskonalano stosowane do tego technologie (m.in. metody utrzymywania masy szklanej w jednolitej temperaturze, domieszkowanie surowca, barwienie itp.) i narzędzia (najważniejszym z nich jest tzw. piszczel – długa, cienka rura, której koniec szklarz zanurza w tyglu pieca, „przylepiając” w ten sposób kroplę roztopionego szkła, do której wdmuchuje z drugiego końca powietrze z płuc, cały czas obracając piszczelą i kształtując powstający na jej końcu pęcherz miękkiego szkła). W średniowieczu znano już techniki pozwalające otrzymywać z wydmuchanego pęcherza szkła fragmenty względnie płaskie, nadające się do szklenia okien i witraży.

## Produkcja przemysłowa
W XIX wieku opracowano technologię prasowania szkła, co spowodowało, że szkło okienne stało się surowcem tanim i powszechnie dostępnym. Uprzemysłowienie metod masowego wytwarzania przedmiotów z wydmuchiwanego szkła o powtarzalnych wymiarach i kształcie (standardowe butelki, szklanki, bańki żarówek itp.) wpłynęło także na obniżenie cen tego rodzaju wyrobów.
Oprócz hut szkła produkujących masowo przedmioty szklane metodami przemysłowymi funkcjonują także wciąż jeszcze mniejsze manufaktury, zajmujące się wyrobami ozdobnymi, naczyniami produkowanymi w krótkich seriach. Huty takie, szczególnie te specjalizujące się w wyrobach ze szkła kryształowego, często jako dział wykańczania produkcji mają specjalistyczne szlifiernie szkła, czasem jednak tego rodzaju uszlachetnianiem ich wyrobów zajmują się osobne zakłady, niekiedy pracujące w systemie nakładczym (chałupniczym).

## W Polsce i w Czechach
Rozwój przemysłu szklarskiego na współczesnych ziemiach polskich, w tym m.in. na Dolnym Śląsku i Łużycach, a także na ziemiach Czech postępuje już od średniowiecza. Rozwijał się on szczególnie wszędzie tam, gdzie był łatwy dostęp do surowców potrzebnych w produkcji szkła (głównie piasku kwarcowego, także czystej wody) oraz drewna opałowego do opalania pieców hutniczych i produkcji z węgla drzewnego używanego do wytopu szkła potażu. Z tego powodu huty szkła lokowane były w lasach z przewagą buka. 
Korzystne warunki do rozwoju przemysłu szklarskiego występowały między innymi w Karkonoszach i Górach Izerskich, a także w Ziemi Kłodzkiej. W dzisiejszym mieście Szklarska Poręba na przykład pierwszą hutę szkła wzmiankuje się w dokumencie księcia świdnicko-jaworskiego Bolka II Małego z 7 sierpnia 1366 jako „z dawna istniejącą hutę szkła w Schribirshau”, co wskazuje na fakt, że huta szkła istniała tu już wiele lat przed tą datą.
Po południowej stronie gór, w Czechach, rozwój hutnictwa szkła powodowany był również podobnymi korzystnymi uwarunkowaniami, co na Dolnym Śląsku. Osadnictwo tutejsze często ściśle związane było z tą gałęzią przemysłu, m.in. zasiedlone w 1577 Rejdice (dziś wchodzące w skład wsi Kořenov) była osadą hutników szkła. Niektóre z hut istnieją do dziś (np. założona w 1712 huta w Harrachovie), działają też zakłady należące do grupy Jablonex – wytwórni sztucznej biżuterii w Jabloncu nad Nysą.
W Rzeczypospolitej Obojga Narodów w XVIII wieku działało ponad 100 hut szkła. Były one najczęściej zakładane na ziemiach zasobnych w glinę, wapień i biały piasek. Jedną z nich była założona przez Annę Radziwiłłównę huta szkła, luster i farfurni w Urzeczu. Stosunkowo prosta technologia oraz ogólna dostępność surowców, w tym drewna do opalania pieców oraz produkcji potażu powodowały, że huty szkła zakładała w swych majątkach również średnio zamożna szlachta i dzierżawcy ich majątków. Produkcja takich niewielkich zakładów obejmowała głównie naczynia szklane: butelki, szklanki, kufle, kieliszki, później również "szkła" do lamp olejowych i naftowych, rozprowadzane na lokalnych rynkach.
Liczne miejscowości w Polsce noszą do dziś nazwy, nawiązujące do tradycji hutnictwa szkła, m.in. siedem wsi o nazwie Szklana Huta, sześć wsi o nazwie Huta Szklana, a także znaczna część spośród tych, które nazywają się Huta. Do tej grupy należy również kilka miejscowości o nazwie Szklary wskazującej, że jej mieszkańcy trudnili się produkcją szkła. W wielu miejscowościach do dziś w tradycji utrzymują się nazwy lokalne typu Huta, Stara Huta, Hucisko odnoszące się do miejsc w których funkcjonowały kiedyś huty szkła. Czasami można w nich jeszcze zidentyfikować hałdy szlaki lub skupiska stłuczki szklanej, z rzadka – pozostałości pieców hutniczych.